# Gräberfeld von Deersheim
Koordinaten: 52° 0′ 0″ N, 10° 45′ 0″ O
Das altthüringische Gräberfeld von Deersheim aus der Merowingerzeit bei Halberstadt in Sachsen-Anhalt wurde 1964 entdeckt und von 1964 bis 1971 ergraben.

## Fundbeschreibung
Das altthüringische Gräberfeld von Deersheim im nördlichen Harzvorland aus der Merowingerzeit, datiert auf das frühe 6. Jahrhundert, wurde einem Sandgrubenbetrieb folgend 1964 entdeckt und bis 1971 ausgegraben. Es umfasst 42 Bestattungen, sowohl Körper- als auch Brandgräber. Von den Bestatteten waren 15 erwachsen. Außerdem enthält das Gräberfeld acht Pferdebestattungen. Den Fundstoff publizierte Johannes Schneider mit umfassender Dokumentation. Die Gräber setzen um 500 n. Chr. ein und enden in der zweiten Hälfte des 6. Jahrhunderts.

## Ausstellung
Grabfunde der Merowingerzeit aus Deersheim – ein Sturzbecher, ein bronzenes Perlrandbecken, ein Löffel aus Silber und eine Goldhülse – wurden in der Sonderausstellung „Schönheit, Macht und Tod“ vom 11. Dezember 2001 bis 28. April 2002 im Landesmuseum für Vorgeschichte Halle/Saale gezeigt.